# Survivor (sastav)
Survivor je američki rock sastav koji su 1978. u Chicagu osnovali gitarist/klavijaturist Jim Peterik i gitarist Frankie Sullivan. Član prve postave bio je i glavni vokal Dave Bickler, a u snimanju prvog albuma sudjelovali su kao studijski glazbenici i basist Dennis Johnson te bubnjar Gary Smith. Vrh popularnosti dosegli su 80-ih godina 20. stoljeća iz kojeg su vremena poznati singlovi: "I Can't Hold Back" (1984.), "Burning Heart" (1985., na albumu filmske glazbe filma Rocky IV), "The Search Is Over" (1985.), "High on You" (1985.), te "Is This Love" (1986.).
Njihov najpoznatiji singl je "Eye of the Tiger", uvodna pjesma filma Rocky III. Pjesma je osvojila nagradu Grammy u kategoriji najbolje rock izvedbe dua ili grupe s vokalom za 1982. godinu.

## Studijski albumi
- Survivor (1979.)
- Premonition (1981.)
- Eye of the Tiger (1982.)
- Caught in the Game (1983.)
- Vital Signs (1984.)
- When Seconds Count (1986.)
- Too Hot to Sleep (1988.)
- Reach (2006.)

## Vanjske poveznice
- Službene stranice sastava